# ポワティエのヒラリウス
ポワティエのヒラリウス（ラテン語: Hilarius Pictaviensis、315年頃 - 368年頃）は、帝政ローマ末期のポワティエの司教（主教）。
ラテン教父の一人であり、カトリック教会、聖公会、ルーテル教会、正教会、非カルケドン派のいずれにおいても聖人とされている。
父なる神と子なる神は本質を同じくするとしてアリウス派への論駁に果たした役割から、「西方のアタナシウス」と呼ばれた。「三位一体について（至聖三者について）」はアリウス派を論駁した傑作として挙げられる。
一度ポワティエ司教（主教）となったヒラリウスであったが、アリウス派を支持していたコンスタンティウス2世によって召集されたベジエ教会会議で追放が決められ、一時はフリギアに流された。しかし361年にポワティエ司教に復位した。以後、367年（368年とも）に死去するまで、多くの著述を行った。

## おもな著作
- 教会会議（シノドス）について
- 三位一体論
- 詩篇の注解[7]